# Lamprosema thymedes
Lamprosema thymedes là một loài bướm đêm trong họ Crambidae.